# رولاندو بلکمن
رولاندو بلکمن (انگلیسی: Rolando Blackman؛ زادهٔ ۲۶ فوریهٔ ۱۹۵۹) یک بازیکن بسکتبال اهل ایالات متحده آمریکا است.
از باشگاه‌هایی که در آن بازی کرده‌است می‌توان به دالاس ماوریکس ،نیویورک نیکس و المپیا میلان اشاره کرد.
وی در پاناما سیتی ، پاناما به دنیا آمد. و در محله ی بروکلین نیویورک بزرگ شد.